# David Ritchie (Politiker)

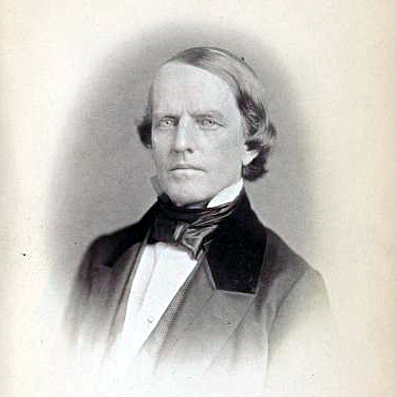
David Ritchie (1859)

David Ritchie (* 19. August 1812 in Canonsburg, Pennsylvania; † 24. Januar 1867 in Pittsburgh, Pennsylvania) war ein US-amerikanischer Politiker. Zwischen 1853 und 1859 vertrat er den Bundesstaat Pennsylvania im US-Repräsentantenhaus.

## Werdegang
David Ritchie besuchte bis 1829 das Jefferson College in seiner Heimatstadt Canonsburg. Danach studierte er an der Universität Heidelberg im Großherzogtum Baden. Nach einem anschließenden Jurastudium und seiner 1835 erfolgten Zulassung als Rechtsanwalt begann er in Pittsburgh in diesem Beruf zu arbeiten. Politisch schloss er sich der Whig Party an. Nach deren Auflösung wurde er Mitglied der kurzlebigen Opposition Party und dann der 1854 gegründeten Republikanischen Partei. Während seiner drei Legislaturperioden im US-Repräsentantenhaus vertrat er alle drei Parteien für jeweils eine Amtszeit in der obigen Reihenfolge.
Bei den Kongresswahlen des Jahres 1852 wurde Ritchie im 21. Wahlbezirk von Pennsylvania in das US-Repräsentantenhaus in Washington, D.C. gewählt, wo er am 4. März 1853 die Nachfolge von Thomas Marshall Howe antrat. Nach drei Wiederwahlen konnte er bis zum 3. März 1859 drei Legislaturperioden im Kongress absolvieren. Diese waren von den Ereignissen des Bürgerkrieges geprägt. Von 1855 bis 1857 leitete er das Committee on Revolutionary Claims.
Im Jahr 1862 war David Ritchie für neun Monate beisitzender Richter am Berufungsgericht im Allegheny County. Ansonsten praktizierte er wieder als Anwalt. Er starb am 24. Januar 1867 in Pittsburgh.